# Cyphoma rhomba
Cyphoma rhomba là một loài ốc biển, là động vật thân mềm chân bụng sống ở biển trong họ Ovulidae.

## Miêu tả
Chiều dài tối đa của vỏ ốc được ghi nhận là 22.7 mm.

## Môi trường sống
Độ sâu tối thiểu được ghi nhận là 18 m. Độ sâu tối đa được ghi nhận là 18 m.